# Kamo (restaurant)
Pour les articles homonymes, voir Kamo.
Kamo est un restaurant japonais une étoile  Michelin situé dans la commune belge d'Ixelles. Le chef est Tomoyasu Kamo.
Ce restaurant, seul restaurant japonais étoilé de Belgique, occupe l'emplacement d'un ancien bureau de poste.

## Étoiles Michelin
- Depuis 2012

## Gault et Millau
- 15,5/20